# Lepreum
Lepreum eller Lepreon (klassisk grekiska: Λέπρεον), även benämnd Lepreus eller Lepreos (Λέπρεος), var en forntida grekisk stadsstat i Trifylia, ett distrikt i Elis (nu en del av regionen Elis). Staden var belägen vid den västra änden av berget Minthi och uppförd runt två citadell (Agios Dimitrios och Phyrcus). Tack vare ett överflöd av naturresurser blev Lepreum en betydande stad under den klassiska och hellenistiska perioden och staden var då huvudstad i staten Trifylia. Staden har också identifierats av vissa forskare som den mytiska staden Aepy, en stad som beskrivs av Homeros i Iliaden men som aldrig har upptäckts. Ruinerna av forntida Lepreum har grävts ut nära den nuvarande byn Lepro.

## Mytologi och förhistoria
Lepreum var den främsta staden i Trifylien, ett område som ursprungligen skall ha varit bebodd av folkslaget Caukones. Kallimachos från Kyrene benämner staden som Καυκώνων πτολίεθον (befästa staden Caukones). Caukonerna skall ha drivits ut av minyerna, som sedan grundade Lepreum tillsammans med fem andra städer (Makistos, Phrixa, Purgoi, Epeion och Noudion).

## Historia
De tidigaste spåren av bebyggelse i området är från den neolitiska perioden. Invånarna i området började då utnyttja områdets naturresurser och tecken finns på handel med de egeiska civilisationerna. Området verkar under den perioden ha innehållit en lund som ansågs helig för Dione.
Strax efter stadens upprättande och det första messeniska kriget kuvades Lepreon och resten av Trifylien av eleierna. De trifyliska städerna vägrade dock acceptera en främmande övermakt och Lepreum ledde ofta uppror för att befria sig från den eleianiska överhögheten. Att Lepreum trots sitt kuvande var en framstående stad framgår av det faktum att det var den enda av de trifyliska städerna som deltog i de persiska krigen.
År 421 f.Kr. gjorde Lepreum och de andra städerna i Trifylien uppror mot eleierna med hjälp av Sparta och 400 f.Kr. tvingades eleierna slutligen erkänna de trifyliska städernas självständighet. 
När Sparta började försvagas efter slaget vid Leuctra 371 f.Kr. försökte spartanerna erövra Trifylien som svarade med att gå med i det nyligen etablerade Arkadiska förbundet för ökad säkerhet. Lepreum kom därmed att anses som en arkadisk stad av Plinius den äldre, och geografen Pausanias skriver att stadens folk påstod sig vara arkadier, även om han noterar att de tidigare varit del av Elis. Aristofanes i sin tur beskrev staden som eleisk. 
Under den klassiska och hellenistiska perioden var Lepreum den främsta staden i Trifylia, som enligt Strabon kallades "det välsignade landet". Området hade bördig mark, en stark försvarsposition och ett milt klimat tack vare de omgivande bergen, samt närhet till både floden Neda och havet. På grund av dess strategiska läge kontrollerade staden vägarna som förband Elis med Arkadien och Messenien, vilket gjorde Lepreum till Trifylias huvudstad. Under den klassiska perioden byggdes ett tempel tillägnad Demeter i den klassiska Akropolen och delar av templet står kvar än idag.
Strax innan Alexander den stores tid erövrades de trifyliska städerna åter igen av eleierna som tvingade dem att ingå i det Aitoliska förbundet. När Filip V av Makedonien gick i krig mot Elis marscherade hans armé in i Trifylia. De trifyliska städerna gjorde då uppror mot Elis och kapitulerade frivilligt till Filip.
Vid år 170 e.Kr. när Pausanias besökte staden hade den tappat mycket av sin forna makt och inflytande men den ansågs fortfarande vara huvudstad i Trifylia. Staden övergavs slutligen mellan 800 och 1000 e.Kr. efter en serie piraträder.

## Olympiska räden
De antika grekiska olympiska spelen var en helig idrottstävling som hölls mellan de olika grekiska stadsstaterna. Som en del av denna tradition upprätthölls en olympisk vapenvila, vilket innebar att alla attacker mellan deltagande städer var förbjudna. Vid ett spel bröts vapenvilan när spartanska styrkor attackerade den trifyliska fästningen vid Phyrcus. Sparta tvingades betala höga böter på 200 000 drachme till Lepreum, vilket var en betydande summa under denna tidsperiod, då en arbetares genomsnittliga lön var endast en drachme per dag.

## Arkitektonisk stil
De tidiga byggnaderna i staden byggdes på en grund av kalksten och porös berggrund, med murar av lertegel. Byggnaderna låg på en nord-sydlig linje med dörrar på norra sidan för att undvika de starka södervindarna.

## Grundarmyten
Lepreus, son till Pyrgeus (som dödades av Herakles) ansågs av vissa vara stadens mytomspunna grundare, liknande Roms mytologiska grundande av Romulus och Remus. Andra historiker hävdar dock att stadens namn kommer från det faktum att de ursprungliga bosättarna drabbades av spetälska, medan vissa hävdar att det berodde på närvaron av ett tempel tillämnat Zeus Leukaios.